# 日産・ハイパーEVコンセプトカーシリーズ
ハイパーEVコンセプトカーシリーズとは、日産自動車がジャパンモビリティショー2023で公開した、5台のコンセプトカー群のことである。なお、かつて日産が発表、販売したコンセプトカー「ハイパーミニ」とは、名前こそ似ているが、電気自動車であること以外は一切関係ない。

## 概要
この5台のコンセプトカーは、日産のイノベーションを支える3本の柱（電動化、EVエコシステム、知能化）を体現したものである。
- 電動化に関しては、5台すべてが100%電気自動車である。かつ、ハイパーフォースとハイパーツアラーは全固体電池と日産が開発した電動駆動4輪制御技術「e-4ORCE」を搭載しており、現段階で実現できている技術を盛りこんでいる。
- EVエコシステムについて現段階では、さまざまなV2X（Vehicle to Everything）技術の活動に取り組んでいる。5台のコンセプトカーはこの技術を利用して、バッテリーに蓄えた電気を自宅などに給電する（V2H（Vehicle to Home）技術）ことが可能である。V2H技術を利用すれば、自動車ユーザーの電気料金を削減できたり、電力のピークカットにも繋がる見込みである。さらに、V2G（Vehicle to Grid）技術を活用すれば、余った電気を電力会社に売ることができ、利益を得ることができる。また、この5台はクリーンエネルギーのみを動力源とし、リサイクル素材を使用して製造された。
- 日産は自動車の知能化によって、ユーザーの個性に合わせた快適な移動時間を提供する方法を提案した。例えば自動車にはセンサを内蔵したヘッドレストが搭載されていて、ドライバーの脳波などを解析し、そのデータに基づいてAIが室内の環境を調整してよりリラックスできる空間を生み出す。

5台のうちハイパーアドベンチャーとハイパーアーバンは、バーチャルで展示された。スクリーンに投影するコンテンツの製作にはゲーミングエンジンを使用している。
合わせて、5台にはそれぞれアイコンとなるコンセプトキャラクターが設定されており（それぞれの車両とともに後述）、YOASOBIの「海のまにまに」やまふまふの「栞」のミュージックビデオ監督を手掛けた、アニメーション作家の土海明日香によってデザインされた。さらに、オンラインゲーム「フォートナイト」ともコラボレーションを企画しており、ゲーム内では5台のコンセプトカーやキャラクターが登場する「Electrify the world」を2023年10月25日13時から2024年1月31日まで公開している。
この記事では上から順に、公開された日が遅い順に並べている。通常、コンセプトカーは展示するにあたって一斉に公開されることが多いが、この5台のコンセプトカーは2023年10月中に1台ずつ順番に公開された。

## ハイパーフォース
日産の創立時から受け継ぐ「他のやらぬことをやる」という精神を体現した、次世代の高性能スーパースポーツカーである。
5台の中で最後に情報が解禁された。日産のプログラム・デザイン・ディレクターであるジオバーニ・アローバによると、次世代GT-Rの実現に向けた日産の「明晰な夢」であり、2030年までに量産化がほぼ可能な状態とのことである。
高強度カーボンを活用した軽量な車体に、最適な重量バランスを実現する全固体電池と高出力モーターを組み合わせている。さらに、NISMOと共同開発した強力なダウンフォースを生み出す空力設計や、進化した「e-4ORCE」の恩恵により、世界最速のレースカーに匹敵する加速力や非常に優れたコーナリング性能と卓越した操作性を実現する。フロントカナード、フロントフェンダーフリップ、リアウイング両端には独自のアクティブエアロ機能を採用した。加えて、新開発されたプラズマアクチュエーターが空気の剥離を抑える。これによって、コーナリング時の内輪のリフトを最大限抑えながらグリップ力を最大化する。サスペンションとスタビライザーは、走行中でも画面上で簡単に調整できる世界初のシステムを採用している。リヤの二重構造ディフューザーもまた特徴的なデザインであるが、先に紹介したプラズマアクチュエーター、サスペンションとスタビライザーと共に、特許出願中である。軽量かつ高強度のカーボンホイールは、立体感のある特徴的なデザインで、空力とブレーキ冷却性能を向上させている。
最大の特徴とも言えるのは、2種類のドライブモードである。ドライブモードを切り替えると特性が変わるだけでなく、インストルメントパネルのカラーや表示内容が変化して、インテリアの雰囲気も変化する。
- R（レーシング）モードでは、レーシングカーさながらのパフォーマンスを発揮する。赤いライティングで彩られ、インストルメントパネル全体がドライバーに向かってせり出す[6]。直感的な操作がしやすいレイアウトとなり、ステアリング周りに配置された4画面には、4輪のタイヤ温度、空気圧、ブレーキローター温度、駆動力配分がリアルタイムで表示される。
- GT（グランドツーリング）モードは、快適な長距離走行に適した特性になる。ライティングが青へと変化し、Rモードでは4分割されていた画面が統合され、エアコンやオーディオに加え長距離走行に最適な情報を表示する。

また、ハイパーフォースはリアルとバーチャルの世界を結んだスポーツカーでもあり、熱狂的なレーサーやゲーマーのためにデザインされている。AR（拡張現実）とVR（仮想現実）を体験できる専用のヘルメットの装着により、リアルとバーチャルのどちらでも走りを楽しむことができる。停車中にヘルメットのVR用ブラインドシールドを使えば、クルマをゲームシミュレーターとして使用でき、タイムアタックや対戦モードで楽しみながら運転スキルを磨くことが可能である。実際にサーキットを走行するときには、AR用スケルトンシールドを使用することで、さまざまなドライバーのデジタル「ゴースト」と競いながら運転を楽しむことができる。
デザインに関してロゴの配色はもちろん、4灯丸型テールランプなど至る所にGT-Rのエッセンスを散りばめられているほか、サイドから見ると日産が2014年に公開した「NISSAN CONCEPT 2020 Vision Gran Turismo」にも通じるスタイリングになっている。低くワイドに構えたスタンスで、なめらかな曲線とボディパネルの大胆な幾何学模様をシームレスに融合させたデザインである。空力構造によってフロントボンネット下は2段に分かれているのが特徴的で、強力なダウンフォースと、高い冷却性能を両立している。インストルメントパネルのグラフィカル・ユーザー・インターフェース（GUI）はGT-Rのそれと同じく、ポリフォニー・デジタルによるデザインである。また、ジャパンモビリティショー2023でのプロモーション映像の走行シーンは、グランツーリスモ7に収録されたサーキット（ニュルブルクリンクやスペシャルステージ・ルートX）で撮影されている。
車体側面にはスカイライン スーパーシルエットの「4VALVE DOHC RS TURBO」を彷彿とさせるフォントで「1000kW ADVANCED ASSB E-4ORCE」と書かれている。どちらもパワートレインの技術を表すものである。
運転席と助手席には、スポーツ走行で乗員を最適にホールドし、快適に長距離ドライブも楽しめる、軽量で高剛性なカーボン製バケットシートと、4点式のシートベルトを採用している。
コンセプトキャラクターは、プロゲーマーのHIDE。レーシングゲームでは世界ランク常連で、筑波サーキットの新記録を塗り替えるほどの腕前である。本職はスタートアップのCTOであり、ドローン技術を専門としている。また、休日にサーキット走行を楽しむほどのモータースポーツ好きである。守るべきもののためにリスクを取りたくはないが、ゲーマーとしてはより刺激的なスリルも求めている。

## ハイパーパンク
市街地もオフロードも走れる多用途なクルマの特徴を表現したコンパクトクロスオーバーである。
インテリアおよびエクステリアはHMI（ヒューマンマシンインターフェース）によって自由にカスタマイズでき、ドライバーの個性を引き立たせる。
ヘッドレストにはバイオセンシングセンサを内蔵しており、ドライバーの健康状態や感情などを検知することができる。それをもとにAIが環境を調整し、乗る人の創作意欲をかき立てる。創作活動に必要な電力は車のバッテリーから充電して使用することができ、V2X機能により必要な電力をクルマから供給してイベントを開催することも可能である。
エクステリアはボディだけでなく灯火類やホイール、ウィンドウに至るまで、あらゆる部分が曲面よりも多角形で構成されている。Tバールーフを採用している。ミニマルなコンパクトクロスオーバーの割には力強さを感じさせるデザインとなっており、クルマとデジタルの融合を表現している。また、新しい技術やデザインに挑戦する、日産の精神的な部分も表している。ボディカラーは白基調ではあるものの、独自のペインティング技術と多角形が織りなす複雑な面構成によって見る角度や光の当たり方で色の見え方が変わる。
インテリアは、エクステリア同様に多角形が強調されている。和紙や折り紙をモチーフとし、和のテイストを感じさせながらデジタルとアートが融合する室内空間を実現している。展示車両のインテリアは赤と白基調で、ウィンドウには何も写っていないが、これは先述したHMIによって変化することができる。例えば、車載カメラが撮影したクルマ周辺の景色の映像を、AIがオーナーの好みに応じて漫画調の景色や様々なグラフィックパターンの景色に変換し、コックピットにドライバーを囲むように配置された3面ディスプレイに映し出す。コネクティビティ技術を活かしてリアルとバーチャル、クルマの中と外が継ぎ目なく繋がる。
コンセプトキャラクターは、音楽クリエイターでインフルエンサーのYUKI（CV：小岩井ことり）。楽曲制作だけでなく、3DCGのモデリングもこなしており、オリジナルキャラクターによるアバターライブは常に世界トレンドに入る。YouTubeの公式チャンネルには彼女がドライブしながら、チルアウト楽曲を用いたビートのライブ配信をしている映像が「日産 Lofi beats」として公開されている。

## ハイパーツアラー
おもてなしの精神や上質さと自動運転などの先進技術を融合したプレミアムミニバンである。「ザ・プライベートMAGLEV（磁気浮上式鉄道：リニアモーター列車）オーバー・ザ・ロード」をコンセプトとしており、最新技術を利用した快適な移動体験と乗員全員の一体感の提供に関するアイデアである。
エクステリアとインテリアのデザインは、滑らかさを意識しており、日本の伝統美を表現する滑らかなボディパネルとシャープなキャラクターラインで構成されている。前後のオーバーハングが少ない長いホイールベースのシルエットが特徴的であり、歴代エルグランドを彷彿とさせるプロポーションとなっているほか、4代目エルグランドではないかとの噂もある。フロントからリアフェンダーにかけて斜めに流れるようなボディサイドは、空力性能を向上させる効果がある。また、車体を囲むように施した白いウエストラインは、ヘッドライトやシグネチャーランプとしても機能し、組木をモチーフにした市松模様で緻密さを表現したデザインのホイールなどと、シンプルで大きな面構成のボディの掛け合わせが、未来的な印象を与えながら強い存在感とクラスを超えた本物感を演出している。
モーター類のさまざまな部品を小型化した各コンポーネントをモジュールとして統合し、高いエネルギー密度の全固体電池を組み合わせるパッケージング「ニッサンEV テクノロジービジョン」によって、広い室内空間と超低重心化を実現した。さらに「e-4ORCE」を組み合わせることで、リニアモーターカーのような滑らかな加減速とフラットな走りを生み出す。また、V2X機能と完全自動運転技術を搭載している。
インテリアでは、オーバーヘッドコンソールやライティングには、組木や格子をモチーフにしたデザインを調和させた。センターコンソールには急須などがセットされていたことから、お茶を静かに飲めるほどリラックスできる空間を目指したことがわかる。 フルフラットなフロアで広々としており、フロアに搭載したLEDパネルに川床や空の風景を映し出すことができる。
運転席と助手席は360度回転可能であり、完全自動運転モードで走行中は、運転席と助手席を後部座席と向かい合わせにすることで、乗員同士が対面での会話を楽しむことができる。また、後席の乗員がウェアラブルディスプレイを装着することで、前席のセンターディスプレイに表示されるナビやオーディオなどの情報を見たり、操作したりすることによる乗員全員の一体感を図った。さらに、ヘッドレストに搭載されたバイオセンシング付きのAI機能が、ドライバーや乗員の脳波や心拍数などから気分を判断し、空調や照明を自動調整することで、室内の雰囲気を最適に演出する。
コンセプトキャラクターは、トラベル事業の役員であるKEI（CV：三石琴乃）。宇宙旅行を始めとした新しい旅をサポートするスタートアップ企業に所属している。さまざまな場所を旅しており、どんな人でも初対面で打ち解けるのが得意である。

## ハイパーアドベンチャー
出典・画像・紹介サイト：ニッサン ハイパーアドベンチャー
アウトドアを存分に楽しめるように、オフロードで使用されることを想定したSUVである。
大容量バッテリーを搭載しており、長期間の旅や遠方へのドライブを可能とし、目的地に到着した後には大型のポータブル電源として使用することもできる。また、高い積載性と悪路走破性を誇り、「e-4ORCE」の恩恵で、雪道や山道などでも快適な乗り心地を実現している。
エクステリアは、アクティブさを表現するダイナミックな面構成のボディパネルを採用し、サイドの特徴的な斜めのキャラクターラインは、広々としたキャビンを強調している。大型リアウィングを彷彿とさせる形状と大径ホイール、全体のスタイリング自体は、かつて日産が発表したコンセプトカー「トレイルランナー」を彷彿とさせる。フロントバンパーからフロントガラスにかけての空気の通り道となるエアダクトを設け、ルーフラインからサイドウィンドウ、Cピラーまでを一体化させ、グラスエリアと車体後部を段差のないフラッシュサーフェスデザインとすることで、高い空力性能を実現している。ホイールとフロント・リヤバンパーは、スノーギアであるアイゼンから着想を得た形状とすることで、雪道や悪路を掻き進むような力強さを表現した。
インテリアは、インストルメントパネル前方にピラー間をつなぐワイドなディスプレイを搭載した。フロントガラスの下側にカメラでとらえた車外の状況を映し出すことにより、運転時にはボディが透けたような大きく開けた視界が広がり、車内外の空間がシームレスにつながっている感覚を味わえる。
後部座席はボタン操作で簡単に、底部を回転軸として180度回転させて後ろ向きにすることができる。また、バックドア開口部にはデザインと機能性を両立したラダー状のステップを備えている。車内から車外へそのまま移動できるだけでなく、停車時やキャンプにおいては、後ろを向いたシートに座ってくつろぎながら景色を楽しめるなど、アウトドアにおける車外へのアクセスを容易にした。
コンセプトキャラクターは、エクストリームスポーツパフォーマーのMASA（CV：竹内良太）。インフラの整っていない山間部で妻と二人の子どもと共に、完全な自給自足生活で暮らしている。常に子どもたちに最高の体験をさせたいと考えていて、大自然をダイナミックに楽しむ動画が人気である。

## ハイパーアーバン
出典・画像・紹介サイト：ニッサン ハイパーアーバン
環境や社会課題に配慮したことで、長く使うことができる設計を考えたクロスオーバーSUVである。必要に応じてソフトウェアとハードウェアの両方をアップグレードすることが可能であり、オーナーのさまざまな趣向に応え、より長く愛着を持って乗り続けてもらうことの提案である。5台の中で最初に情報が解禁された。
ハイパーパンクほどではないが、多角形を散りばめたライムイエローのボディは光の角度や陰影によって表情を変え、都会的なデザインを際立たせる。ヘッドライトからリヤコンビネーションランプにかけて、ボディサイドに特徴的なブラックのラインがあしらわれ、空力性能に優れた流麗でスポーティなシルエットを強調している。四隅に配された大径タイヤは外観を引き締め、モダンな佇まいを表現しスポーティな魅力をさらに高めている。
インテリアは、都市での生活空間に溶け込むようにデザインされている。万華鏡から着想を得た三角形で構成されたインストルメントパネルやディスプレイは、ハイパーパンクと同様に映し出されるHMIが変化する。より長く、より愛着を持って乗り続けるために、ソフトウェアを最新のGUIにアップデートしたり、好みにあわせてハードウェアであるクルマのさまざまなパーツを交換したりすることで、インテリア全体の雰囲気をリフレッシュできる。
高い居住性を確保しながら実用性を両立し、駐車時も快適な室内空間でくつろぐことができる。シートは角ばった形状ではあるものの、リラックスして乗ることができるようにデザインが工夫されている。フロントシートは折りたたんでリアシートと一体化してソファのような形になることで、くつろぎのプライベートラウンジスペースを作り出す。
サイドの4枚のドアはピラーレスの観音開きで、すべて上方に大きく開く。これによって、乗り降りのしやすさだけでなく、圧倒的な解放感をもたらす。
また、AIを活用したインテリジェント・チャージング・マネジメントシステムは、クルマと自宅やオフィスなどにおける充放電コントロールを自律的に効率よく行うことで、再生可能エネルギーの有効活用や電力のピークカット、エネルギーコストの節約に貢献する。
コンセプトキャラクターは、フレンチシェフのTIM（CV：岡部涼音）。日本の自然観や和食に心酔し20代で移住した。郊外で小さなレストランを営んでいるが、某グルメサイトで毎年BEST100に入っており国内外から客が訪れる。「ブリコラージュの精神」をモットーとして掲げ、手元にあるものを想像力を働かせて使うことを、常に意識している。また、彼には息子がおり、彼自身が息子にこの車両を譲った。以来、息子はインテリアをカスタマイズして10年以上大切に扱っている。